# Aphis umbelliferarum
Aphis umbelliferarum är en insektsart som först beskrevs av Shaposhnikov 1950.  Aphis umbelliferarum ingår i släktet Aphis och familjen långrörsbladlöss. Inga underarter finns listade i Catalogue of Life.